# 二段階選抜
二段階選抜（にだんかいせんばつ）とは、大学が入学試験において、一次試験の点数が大学の設定した基準点に満たない志願者を二次試験の受験対象者から除外しふるいにかけること。二次試験を2回に分けて選抜していることからきている。
主に大学入学共通テストを利用する国公立大学や一部の私立大学の一般入試でこの方式を採用している。特に医歯薬系（看護・保健・福祉系を除く）では採用率が非常に高い。

## 仕組み
例えば、国公立大学を志願する場合、第一次試験（共通テスト）において指定された科目を受験するが、ここで大学側が設定する基準点を満たさないと、第二次試験を受ける事が出来ない。いわゆる足切りは一般的に、第一次試験において大学の募集人員に対する志願者倍率が大学の設定する予定倍率を超えた場合に行われる（例えば、東京大学教養学部文科一類の入試前期日程では予定倍率を約2.5倍に設定している）。そのため基準点はその大学の設定した予定倍率に含まれる最低点の者の点数となる。また、志願者倍率が予定倍率を上回っていないとしても、学生のレベルや偏差値を維持するために、大学が指定した独自の基準点を超えていない志願者やその他の条件を満たさない志願者に対して二段階選抜を行うことがある（詳しくは入学試験の項を参照）。これが正式な名称としての「二段階選抜」、いわゆる「足切り」である。大学が二段階選抜を行う公式な理由としては「受験会場の確保が出来ない」ことが多くの場合に挙げられる。他に例年二段階選抜を行う主要な大学としては、上記の東京大学や北海道大学・大阪大学などの旧帝大系大学のほかに一橋大学や国公立大学の医学部（医学科のみ）・歯学部・薬学部がある。希に理工学系や農水系学部でも行われる
いわゆる「足切り点」は、大手予備校等が発行する雑誌、赤本、各大学のホームページ、入学願書で確認する事が出来る。また、大手予備校により毎年受験生の自己採点結果から出願者などを予想して二段階選抜における合格最低点を予想する共通テストリサーチが行われ、これに多くの受験生は参加する。そして、前年度の結果および共テリサーチなどを参考に受験生は出願大学を決める。但し、大学が設定する基準点は毎年変動しているため、受験生には第一次試験を通過できるかどうかは予測がつかない。しかし、二段階選抜が行われない年度もあるので、稀に低得点で第一次試験を通過する事もある。
国公立大学の場合、二段階選抜で第一次試験が不合格になると、受験料の17,000円のうち13,000円が返還される。2015年以前に実施されていた東京大学の後期日程入試では、同大学の前期日程合格者は科類を問わず二段階選抜で不合格という扱いになったため、同様に受験料の返還が行われていた。
二段階選抜が採用された当初は、他大学合格のため受験放棄する受験生の数が把握できず、二次試験の実倍率が極めて低い数字になった例が多発した。

## 現状
足切りは、大学側が試験会場を確保できる量に限界があるために実施するシステムだったが、大学入学志願者が減少し、2007年には「受験生全入時代」に突入する中で、受験生確保のために二段階選抜を行う大学は減少傾向にある。現在も二段階選抜を行っているのは、全入時代になってもなお受験者数が減少しない難関国公立大学がほとんどである。

## 表現について
いわゆる「あし切り（足切り、脚切り）」と呼ばれる大学入試制度であるが、この呼称を放送では不適切な表現としており、一時期「門前払い」として放送された時期もあった。現在のNHKのニュースでは、「二段階選抜」という言葉が用いられている。